# Wahnborn
Der Wahnborn im Unterharz ist ein etwa 600 m langer, rechter und südwestlicher Zufluss des Katzsohlbachs im Landkreis Harz in Sachsen-Anhalt.

## Verlauf
Der Wahnborn entspringt und verläuft im Unterharz im Naturpark Harz/Sachsen-Anhalt im äußersten Südwestzipfel des Stadtgebiets von Harzgerode. Seine Quelle liegt knapp 3 km westlich von Breitenstein, einem Ortsteil der Gemeinde Südharz in dem Bachgebiet benachbarten Landkreis Mansfeld-Südharz, östlich der Großen Harzhöhe (599,3 m) und nördlich der Kriegsköpfe (593,3 m) auf etwa 556 m ü. NN.
Nach knapp 50 m seiner im Wald befindlichen Fließstrecke unterquert der Wahnborn einen breiten Waldweg. Anfangs fließt er nordostwärts und dann nordnordostwärts. Schließlich mündet der Wahnborn knapp 2,5 km westlich von Breitenstein auf 512,2 m ü. NN in den Selke-Zufluss Katzsohlbach.